# Colotois cuprea
Colotois cuprea är en fjärilsart som beskrevs av Leo Schwingenschuss 1954. Colotois cuprea ingår i släktet Colotois och familjen mätare. Inga underarter finns listade i Catalogue of Life.